# Hildegardia merrittii
Hildegardia merrittii là một loài thực vật có hoa trong họ Cẩm quỳ. Loài này được (Merr.) Kosterm. mô tả khoa học đầu tiên năm 1954.